# مدال طويل الذيل ماجور
مدال كبير طويل الذيل (الاسم العلمي: Microgale majori)، نوع من الثدييات المنتمية إلى فصيلة المداليات. يستوطن مدغشقر. موئله الطبيعي هي الغابة الرطبة الشرقية للجزيرة، وكذلك بعض الغابات الغربية، حيث شوهد على ارتفاعات من 785 إلى 2000 متر. نمطها الحياتي غير معروفة جيدًا، لكن يُعتقد أنها شبه شجرية. كان يُنظر إلى هذا النوع من قبل على أنه مرادف لمدال زبابي صغير طويل الذيل. وقد سمي على شرف عالم الحيوان تشارلز عمانوئيل فورسيث ماجور.